# Харевский, Якуб
Яку́б Харе́вский (бел. Яку́б Харэ́ўскі; (настоящее имя Якуб Новик, 1900 , деревня Хорева, Гродненской губернии, Российская империя, ныне агрогородок Хорева, Пружанский район, Брестская область, Беларусь — 2 апреля 1968 года, Риу-Гранди, Бразилия) — белорусский партизан, атаман, один из лидеров белорусской вооружённой организации «Белорусская Самооборона», действовавшей в Белорусском Полесье накануне и в начале Великой Отечественной войны, один из руководителей антисоветского партизанского движения в Беларуси (1942—1948). Активно сотрудничал с "Полесской сечью". Погиб в автомобильной катастрофе в Бразилии.

## Биография

### Антипольская борьба вПолесье
В 1920 году, 20-ти летний Якуб Новик присоединился к белорусскому антипольскому партизанскому движению и вскоре возглавил отряд в Ружанской пуще, входивший в состав партизанских войск БНР. Возможно, как раз тогда Якуб Новик и взял себе конспиративное имя, образованное от названия родной полесской деревни Хорева. Вместе с Харевским действовали белорусские отряды Сергея Хмары и атамана Рудого, а также отряд известного советского чекиста Кирилла Орловского, НКВДшника который ранее участвовал в подавлении Похода Булак-Балаховича. Орловский стремился создать с соседями «общий штаб». Переговоры завершились не в пользу чекиста, которому сказали не переходить линию Виленско-Брестской железной дороги.
В 1925 году, когда поляки взяли его отряд в окружение, Харевскому удалось сохранить людей, распустив их по домам, а самому бежать в БССР, где он находился на нелегальном положении и вёл борьбу против советской власти возглавляя партизанский отряд «Лешие», пока в 1937 году не был вынужден снова перейти границу обратно в Польшу, спасаясь от массовых арестов НКВД.
в 1939, в Барановичах он объявил съезд бывших членов "Грамады". Богатый партизанский опыт атамана Харевского вновь оказался востребован. Он получил задание подготовить антипольское восстание в Польше в начале германо-польской войны. 
В августе 1939 года силы Харевского уже насчитывали 5000 человек. 1 сентября 1939 началась Польская кампания Вермахта. Харевцы начали вести партизанскую борьбу с поляками в Полесье. Они планировали взять Пинск штурмом. Однако, атаману пришлось отменить запланированный на 18 сентября штурм Пинска, поскольку начался поход Красной Армии в Польшу. 
Харевцы начали готовить масштабную партизанскую войну против советской власти.

### Борьба во время Второй мировой войны
Перед началом немецкого вторжения в СССР, Абвер предусматривал что немецкие танки не пройдут Полесские болота, они рассмотрели активное сотрудничество с украинско-белорусскими силами в Полесье. В Белорусском полесье наиболее активной была группа "Белорусская Самооборона", а в Украинском - Полесская сечь Тараса Бульба-Боровца. Совместный украинско-белорусский штаб разработал план военной операции. На востоке от линии Слуцк-Лунинец до Мозыря территории должны были освобождать белорусы, а украинские районы включали Столинский, Сарненский, Олевский, и Овручский. С 20 августа 1941 года 10 000 «бульбовцев» и 5 000 солдат БСА, разделенные на мобильные бригады, внезапными ночными атаками захватывали город за городом, деревню за деревней, пока не объединились в районе Мозыря. Немецкие войска никак не участвовали в этой операции, а лишь наблюдали за украинско-белорусской деятельностью.
Осенью 1941 года была основана Белорусская Народная Грамада (БНГ) во главе с Юлианом Саковичем, взявшая на себя координацию действий белорусских партизан. В 1942 году Якуб Хоревский возглавил «скамью атаманов» БНГ. Во время отступления германских войск его отряд имени атамана Небабы захватил в Любешове, на белорусско-украинском пограничье, немецкий арсенал. К концу 1940-х отдел воевал с советскими властями на Брестчине и Пинщине, доходя до Коссова, Столина и Камня-Каширского. 13 июня 1943 г. Юлиан Сакович был убит польскими подпольщиками.
В 1949 году белорусскому атаману удалось переправить своих людей в Польшу, оттуда в Западную Германию и, наконец, в Бразилию, где он и поселился под новым именем.

### Смерть
В 1967 году газета «Белорусский голос», которую издавал в Торонто (Канада) бывший соратник Якуба, Сергей Хмара, поместила статью, где Харевский-Новик упоминался как погибший в боях за Беларусь. Сам Харевский напечатал в ответ письмо, что слухи о его смерти преувеличены. 
Весной 1968 года Харевский и его адъютант Константин Гук погибли в автокатастрофе. Такую методику расправы с политическими оппонентами тогда широко использовали советские спецслужбы.